# Пустоіванне
Пустоіва́нне — село в Україні, у Козинській сільській громаді Дубенського району Рівненської області. Населення становить 499 осіб.

## Географія
Селом тече річка Пляшівка.

## Історія
У 1906 році село Крупецької волості Дубенського повіту Волинської губернії. Відстань від повітового міста 30 верст, від волості 15. Дворів 70, мешканців 386.
7 (20) листопада 1917 року, відповідно до Третього Універсалу Української Центральної Ради, увійшло до складу Української Народної Республіки.
До 2016 - адміністративний центр Пустоіваннівської сільської ради. Від 2016 у складі Козинської сільської громади.
12 червня 2020 року, відповідно до розпорядження Кабінету Міністрів України № 722-р від «Про визначення адміністративних центрів та затвердження територій територіальних громад Рівненської області», увійшло до складу Козинської сільської громади Радивилівського району.
19 липня 2020 року, в результаті адміністративно-територіальної реформи та ліквідації Радивилівського району, село увійшло до складу Дубенського району.

## Населення

### Мова
Розподіл населення за рідною мовою за даними перепису 2001 року:
| Мова       | Кількість | Відсоток |
| ---------- | --------- | -------- |
| українська | 496       | 99.4%    |
| російська  | 3         | 0.6%     |
| Усього     | 499       | 100%     |